# Ілгіз Танташев
Ілгіз Танташев (узб. Ilgiz Tantashev, нар. 5 квітня 1984) — узбецький футбольний арбітр, арбітр ФІФА з 2013 року. Обслуговує матчі Ліги чемпіонів АФК.

## Кар'єра
Працював на азійському відбірковому турнірі на чемпіонат світу 2018 року.
Був одним з арбітрів Кубка Азії 2019 року.
За підсумками 2021 року був визнаний найкращим суддею Узбекистану.
У 2024 році був запрошений обслужити матчі Олімпійських ігор у Парижі.